# (3010) Ushakov
(3010) Ushakov es un asteroide perteneciente al cinturón exterior de asteroides descubierto el 27 de septiembre de 1978 por Liudmila Ivánovna Chernyj desde el Observatorio Astrofísico de Crimea, en Naúchni.

## Designación y nombre
Ushakov se designó inicialmente como 1978 SB5.
Más adelante, en 1986, fue nombrado en honor del almirante ruso Fiódor Ushakov (1744-1817).

## Características orbitales
Ushakov orbita a una distancia media de 3,224 ua del Sol, pudiendo alejarse hasta 3,776 ua y acercarse hasta 2,672 ua. Su inclinación orbital es 2,035 grados y la excentricidad 0,1711. Emplea 2114 días en completar una órbita alrededor del Sol.

## Características físicas
La magnitud absoluta de Ushakov es 12,7.